# 47 Ursae Majoris d
47 Ursae Majoris d ist ein Exoplanet, der den rund 46 Lichtjahre von der Sonne entfernten Gelben Zwerg Chalawan im Sternbild Großer Bär umkreist. Er ist der äußere der drei bekannten Planeten im Planetensystem von Chalawan.

## Entdeckung
Die Entdeckung des Planeten wurde durch die beiden Astronomen Philip C. Gregory und Debra Fischer im März 2010 auf Basis der Radialgeschwindigkeitsmethode veröffentlicht. Bis zu diesem Zeitpunkt waren mit Taphao Thong und Taphao Kaew bereits zwei Planeten um den Stern bekannt. Eine Analyse der Radialgeschwindigkeitsdaten von Chalawan mit Hilfe der Bayesschen Statistik ließ nicht nur eine Bestätigung und Verfeinerung der Werte der zwei bekannten Planeten zu, sondern auch ein Planetensystem mit drei Planeten als mit weitem Abstand am wahrscheinlichsten erscheinen.

## Eigenschaften
47 Ursae Majoris d hat eine Mindestmasse von rund 1,64 Jupitermassen und umkreist seinen Zentralstern in etwa 14002 Tagen in einer Entfernung von etwa 11,6 AE. Wie bei den beiden anderen Planeten des Sterns lässt sich aufgrund der Mindestmasse darauf schließen, dass er ein Gasplanet sein muss. Zum Zeitpunkt seiner Entdeckung war er der Exoplanet mit der größten Umlaufdauer (umgerechnet etwas über 38 Jahre), der mit Hilfe der Radialgeschwindigkeitsmethode entdeckt worden war.